# Matija Šarkić
Matija Šarkić (Grimsby, 23. srpnja 1997. – Budva, 15. lipnja 2024.) bio je crnogorski nogometaš koji je igrao na poziciji golmana.

## Životopis

### Rane godine
Rođen je u Engleskoj u gradu Grimsbyju. Njegov otac, Bojan Šarkić, crnogorski je diplomat koji je bio veleposlanik Crne Gore u Europskoj uniji, a prije i u Ujedinjenom Kraljevstvu i Belgiji. Njegova majka, britanka Natalie Šarkić-Todd, radila je u jednoj europskoj medijskoj kući. Imao je brata blizanca, Olivera Šarkića, koji je također profesionalni nogometaš.

### Karijera

#### Klupska karijera
Prošao je nogometnu akademiju belgijskog Anderlechta. Godine 2015. potpisao je trogodišnji ugovor s engleskom Aston Villom. Tijekom svoje karijere u Aston Villi, bio je na posudbi u više britanskih klubova. Klubu Wolverhampton Wanderers pridružio se 2020. g. nakon što je odbio produljenje ugovora u Aston Villi. Tri godine kasnije pridružio se Millwallu u kojem je postao prvi golman.

### Reprezentativna karijera
Nastupao je za crnogorsku reprezentaciju do 17 godina na Europskom prvenstvu do 17 godina 2013.
Za crnogorsku reprezentaciju debitirao je u prijateljskoj utakmici protiv Bjelorusije 2019. g.

### Smrt
Preminuo je u 27. godini života nakon što se srušio u stanu u Budvi 15. lipnja 2024.